# Javier Ángel Balboa Osa
Javier Ángel Balboa Osa (Madrid, 13 mei 1985) is een Spaans-Equatoriaal-Guinees voormalig voetballer die als middenvelder speelde. Zijn bijnaam is Rocky naar Rocky Balboa, het personage van Sylvester Stallone in de Rocky-filmreeks.

## Clubcarrière
Balboa speelde meerdere jaren in de jeugd van Real Madrid CF. Na seizoenen bij het derde elftal (2004-2005) en Real Madrid Castilla (2005-2006), werd de aanvaller in het seizoen 2006/2007 verhuurd aan Racing Santander. In de zomer van 2007 keerde Balboa terug naar Real Madrid en kwam hij bij de hoofdselectie. Door de sterke concurrentie met spelers als Robinho speelde Balboa echter hoofdzakelijk als invaller in het seizoen 2007/2008. Op 24 oktober 2007 maakte hij tegen Olympiakos Piraeus zijn eerste doelpunt in de UEFA Champions League.
In 2008 vertrok Balboa voor een bedrag van 4 MEUR en een vierjarig contract naar het Portugese SL Benfica. Hij kreeg er weinig kansen en na anderhalf seizoen wordt hij vanaf januari 2010 voor zes maanden uitgeleend aan het in Segunda División A spelend FC Cartagena. Na de heenronde stond deze ploeg tijdens hun eerste seizoen in deze reeks op een derde plaats en wil de voorzitter Francisco Gómez Hernández alles in het werk zetten om naar de hoogste afdeling door te stoten.  Hij kon echter niet overtuigen en keerde op het einde van het seizoen terug naar Portugal, waar hij enkel mog mee trainen met het eerste elftal.  Na de heenronde vond hij weer onderdak in de Spaanse Segunda División A, dit keer bij het noodlijdende Albacete Balompié, waar hij zijn clubgenoot van het vorige seizoen Jesús Rodríguez Tato ontmoette.  Hij kon echter ook hier weer geen plaats afdwingen en daarenboven eindigde de ploeg op de allerlaatste plaats en degradeerde.
Op 13 augustus 2011 ontbond hij zijn contract dat hem verbond met SL Benfica en twee dagen later tekende hij bij reeksgenoot SC Beira-Mar. Zo acteerde hij vanaf het seizoen 2011-2012 weer terug op het hoogste Portugese niveau, Primeira Liga.  Tijdens de twee seizoenen die hij daar nu speelde, kwam hij een 20 à 25 keer per seizoen in actie.  Tijdens het laatste seizoen kon de ploeg zich echter niet handhaven.
Om deze reden verhuisde hij voor het seizoen 2013-2014 naar GD Estoril-Praia, een andere ploeg uit het hoogste Portugese niveau.  Hij zou er in totaal twee seizoenen verblijven.
Tijdens het seizoen 2015-2016 zette hij de overstap naar Saoedi-Arabië, waar hij op het hoogste lokale niveau ging acteren bij Al-Faisaly FC.
In de loop van het seizoen 2016-2017 ondernam hij een Marokkaans avontuur bij Chabab Rif Al Hoceima.
Voor het seizoen 2017-2018 tekende hij een contract bij Griekse AO Trikala, een ploeg die op het tweede niveau van de nationale competitie speelt.  Tijdens de winterstop stapte hij naar de Qatari League over bij Al-Mesaimeer SC.

## Interlandcarrière
Balboa debuteerde op 2 juni 2007 in het Equatoriaal-Guinees nationaal elftal tegen Rwanda. Hij behoorde tot de selectie voor de African Cup of Nations 2012, waarvan Equatoriaal-Guinea samen Gabon gastland was. Balboa maakte in de openingswedstrijd tegen Libië het enige doelpunt.